# Blob chilien

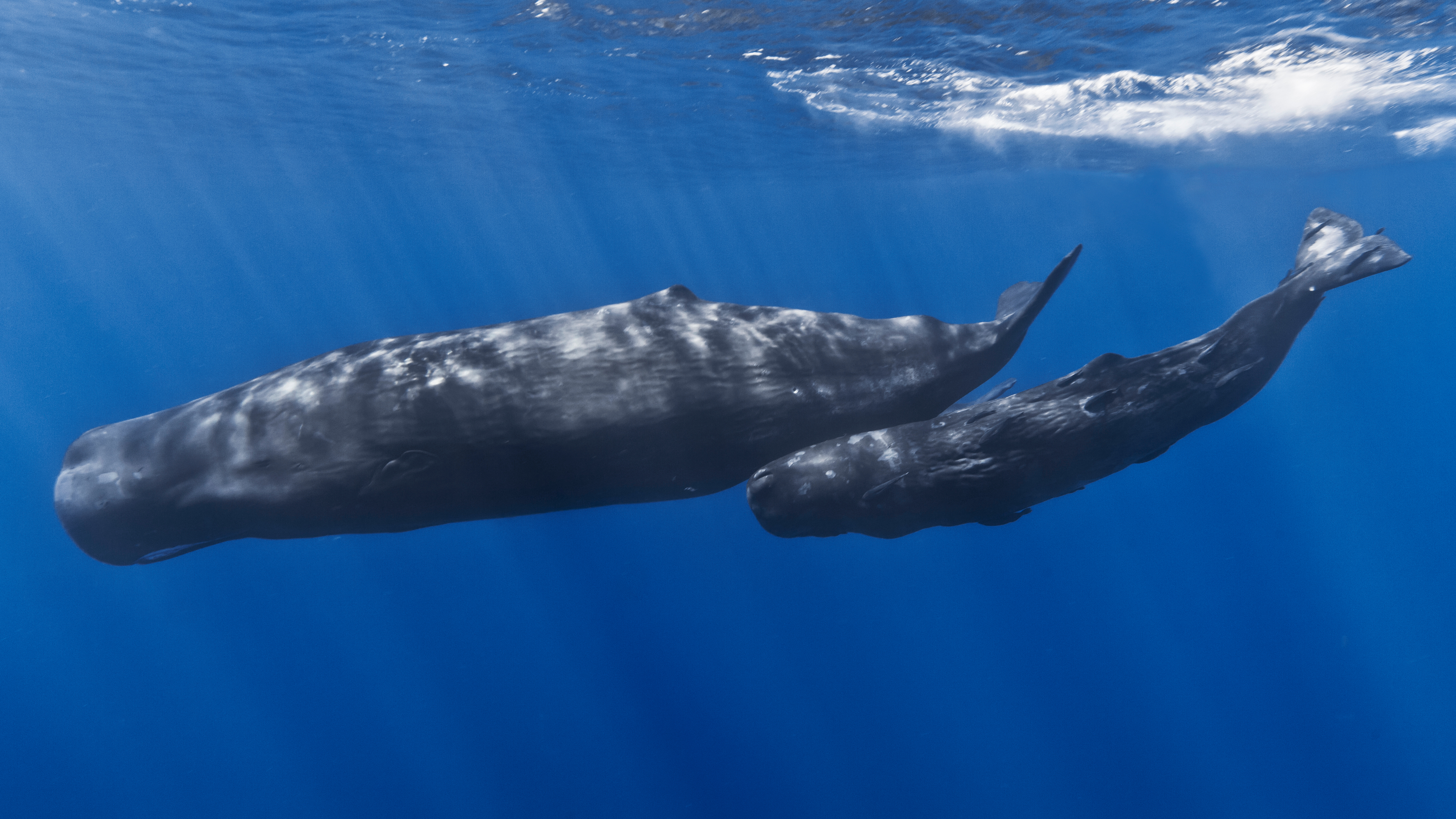
Un grand cachalot.

Le blob chilien était une grande masse de tissus trouvés sur la plage de Pinuno à Los Muermos, au Chili, en juillet 2003. Il pesait 13 tonnes et mesurait 12 mètres de long. Au moment de sa découverte, le blob chilien fait la une des journaux du monde entier car les biologistes ne sont alors pas en mesure de l'identifier et émettent l'hypothèse qu'il s'agit des restes de certaines espèces de pieuvres géantes jusque-là inconnues de la science,.
L'affaire est notable en tant qu'exemple récent et très médiatisé d'un globster.
En juin 2004, l'ADN trouvé dans le blob s'est avéré correspondre à celui d'un cachalot : le blob était une grande masse de tissu adipeux, les restes partiels d'un cachalot mort,.